# Karpe Frigyes
Karpe Frigyes, Fridrich Karpe (17. század – Körmöcbánya, 1775) ágostai evangélikus tanár.

## Élete
Besztercebányai származású; 1709. május 7-én iratkozott be a wittenbergi egyetemre. 1711-ben hazájába visszatérve előbb Necpálon, Simonides Pál után pedig Besztercebányán volt rektor. Később Körmöcbányán tanított.

## Műve
- Dissertatio de ecclesia plantata ex 1. Cor. III. 6. Praes. Martino Chladenio. Wittenbergae, 1711.

Kéziratban maradt: Historia vexationis sub Leopoldo, ex schedis Masniczii, Simonidis et alirum collecta; Historia Calvinismi in Hungariam inducti.